# Vitelio Brustolin
Vitelio Marcos Brustolin (Erechim, 28 de setembro de 1980) é um pesquisador, escritor, jornalista e advogado brasileiro.

## Biografia
Filho de um militar e de uma funcionária pública escolar. Mestre em políticas públicas, estratégias e desenvolvimento pela Universidade Federal do Rio de Janeiro, em dezembro de 2009, onde fez o doutorado. Realizou doutorado-sanduíche na Universidade Harvard, nos Estados Unidos. Fez o pós-doutorado em Harvard, no Departamento de História da Ciência. Atua nas áreas de economia de defesa, inovação científico-tecnológica via defesa nacional e políticas públicas comparadas.
É Research Scientist na Universidade Harvard, admitido em 2012.
Constatou em seus estudos de pós-graduação que o orçamento de defesa do Brasil vem se mantendo como o terceiro maior da União, atrás apenas dos Ministérios da Previdência Social e da Saúde, apesar de o país não participar de guerras há décadas. Ainda assim, apesar deste orçamento, verificou uma situação de sucateamento nas Forças Armadas do Brasil, o que, segundo sua análise, se deve à forma como esse orçamento é utilizado. Isto levou-o a pesquisar políticas públicas comparadas, buscando alternativas para aplicar eficientemente os recursos da defesa do Brasil na geração de ciência e tecnologia, a exemplo do complexo militar-industrial dos Estados Unidos.
Sua contribuição em economia de defesa é referência de estudos no Ministério da Defesa do Brasil e na Escola Superior de Guerra.
Leciona no Instituto de Estudos Estratégicos da Universidade Federal Fluminense (UFF), na School of International and Public Affairs da Universidade Columbia, e na Universidade Harvard. É consultor para a Presidência do Brasil no Instituto de Pesquisa Econômica Aplicada (IPEA).

## Obras
- O Anjo Rebelde[1]
- O Pequeno Viajante[1]